# Piazza San Pier Maggiore
Piazza San Pier Maggiore, detta anche comunemente di San Pierino, è uno slargo del centro storico di Firenze, vicino a piazza Santa Croce. Vi immettono la volta di San Piero, borgo degli Albizi, la via di San Pier Maggiore e via Matteo Palmieri.

## Storia
La denominazione reca memoria di come un tempo si affacciasse sulla piazza l'antica chiesa di San Pietro (in ambito toscano sovente indicato come Piero), dalla quale prendeva il nome anche la porta che da questo lato della città si apriva lungo le mura della penultima cerchia. 
La chiesa, con l'annesso monastero femminile benedettino, era tra le principali fra le fiorentine per grandezza e ricchezza di opere d'arte: consacrata nel 1067 e quindi tra le più antiche della città, era stata ristrutturata grazie alla munificenza di Luca degli Albizi su progetto di Matteo Nigetti nel 1638 e quindi abbattuta nel 1783 perché creduta pericolante. Del suo originario prospetto sulla piazza, così come del carattere dello spazio, documenta una nota incisione di Giuseppe Zocchi del 1744. Attualmente permane a qualificare lo spazio il loggiato antistante la facciata, che fa da quinta a civili abitazioni sorte all'interno del perimetro dell'edificio religioso e in parte allineate lungo via di San Pier Maggiore, aperta in corrispondenza della navata centrale della chiesa e alla quale si accede da quella che era l'arcata centrale del loggiato di Matteo Nigetti.

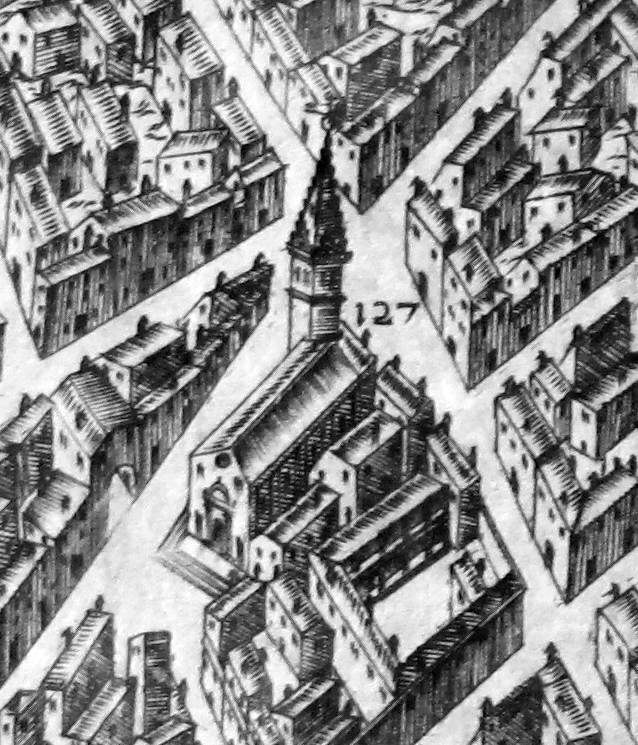
San Pier Maggione nella pianta del Buonsignori (1594)
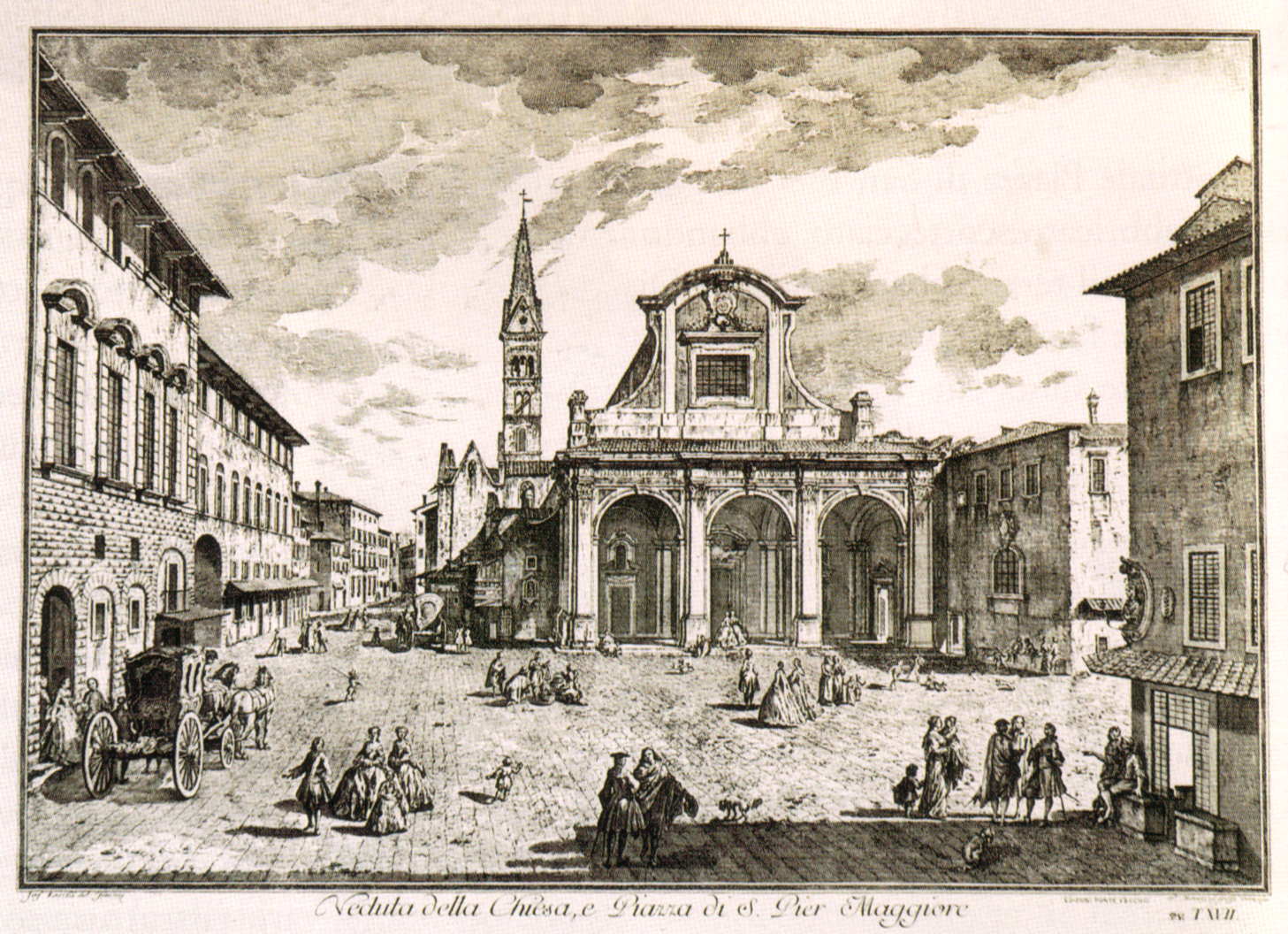
San Pier Maggione nell'incisione di Giuseppe Zocchi (1744)

## Descrizione
La piazza ha carattere popolare (si direbbe ancora in parte legato alla destinazione a mercato di quest'area), con numerose attività commerciali, trattorie e luoghi di ritrovo.

### Edifici
| Immagine | N°                      | Nome                          | Descrizione |
| -------- | ----------------------- | ----------------------------- | --- |
|          | s.n.                    | Arco di San Pierino           | Si ritiene che sia un vestigio dell'antica cinta muraria di Firenze, quella realizzata tra il 1173 e il 1175, che proprio qui girava ad angolo verso sud, verso l'Arno. In particolare qui si doveva aprire la postierla degli Albertinelli, dal nome di una famiglia che aveva le case in questa zona, e che era sorvegliata dalla torre dei Pazzi di Valdarno, di cui restano le vestigia in borgo Albizi 30 rosso. Su via dell'Oriuolo infatti la porta era contrassegnata da uno stemma Pazzi, oggi illeggibile. Dell'epoca in cui l'arco era una struttura difensiva restano alcune botole nel soffitto, per lo più murate, ma una delle quali conserva ancora una copertura in legno. |
|          | 1r- 2r- 3r              | Loggiato di San Pier Maggiore | L'edificio è un esempio particolarissimo e raro in ambito fiorentino per essersi determinato dalla trasformazione delle vestigia di un'architettura monumentale in residenza civile, peraltro umile pur inglobando elementi di carattere aulico. Era infatti qui la chiesa di San Pier Maggiore con annesso monastero, tra le principali fra le fiorentine per grandezza e ricchezza di opere d'arte. I monumentali in pietra serena erano la facciata della chiesa, oggi ridotti a due volumi nati dalla tamponatura degli archi laterali e da un corpo in soprelevazione che corre sopra l'antica trabeazione. L'arco centrale si presenta viceversa ancora aperto ma, anziché introdurre alla navata della chiesa, si apre a una via (via di San Pier Maggiore). Si notino i quattro capitelli che coronano i pilastri del prospetto, due dei quali includenti tra le foglie d'acanto l'arme della famiglia Albizi (di nero, a due cerchi concentrici d'oro, con il capo d'argento caricato della croce di nero), a ricordare, come sancisce anche la scritta incisa sul fregio, il ruolo determinante avuto dalla famiglia nella persona di Luca degli Albizi nel rinnovamento seicentesco del complesso. |
|          | 1                       | Canonica di San Pier Maggiore | L'edificio, a due piani, posto d'angolo, è identificabile con quella che era la canonica della vicina chiesa, o comunque con un edificio da questa dipendente, come è dichiarato dal grande e ricco scudo che si staglia sul suo prospetto principale, con cartocci, pendenti e una testa di un cherubino, recante l'insegna del monastero sotto forma di due chiavi decussate. Per quanto riguarda l'edificio, pur nella sua semplicità, questo si distingue per una certa attenzione nella lavorazioni delle cornici in pietra delle finestre e, soprattutto, per essere al terreno occupato quasi interamente da una grande sala voltata, oggi utilizzata da una trattoria e aperta sia dal lato della piazza sia da quello dello strada. Nell'incisione di Giuseppe Zocchi del 1744 si vede come vi fosse un grande finestrone vetrato subito sotto lo scudo prima descritto, funzionale a dare luce alla sala, e come questa fosse ovviamente del tutto interna all'edificio. Dal lato di via Matteo Palmieri, dove al piano superiore sono due finestre, è un tabernacolo che accoglie un bassorilievo in terracotta con la Madonna e il Bambino, di modi quattrocenteschi.                             |
|          | s.n.                    | Torre di Corso Donati         | Affacciata sulòl'amgolo della piazza con via Palmieri, fu già dei Corbizi e quindi dei Donati. Nel 1308 fu luogo dell'ultimo tentativo di resistenza di Corso Donati contro i guastatori della Signoria, inviati a furor di popolo contro l'anziano capo dei Guelfi Neri, sospettato di volersi fare Signore della città con l'aiuto di Uguccione della Faggiola. Ancora dei Donati nel 1427, la torre seguì successivamente le proprietà del vicino palazzetto Medici e a questo annessa, passando agli Amadori, ai Finali e, nel 1688, alla famiglia de' Medici, mantenendosi nella sua discendenza fino al 1798. Sul basso edificio che affianca la torre dal lato della piazza è un bando dei Capitani di Parte del 1639, che ingiunge "che nessuno ortolano o altri possa star a vendere robbe di sorte alcuna su la piazza di S. Pier Maggiore cominciando dal luogo dove sarà affissa la presente proibizione". Dalla piazza si vede anche l'altra torre di Corso Donati, affacciata su borgo Albizi 11. |
|          | 1c                      | Palazzo Corbizi               | L'edificio seguì i passaggi di proprietà già documentati in relazione alla vicina torre Donati alla quale si appoggia, formando un'alta e compatta cortina. Si tenga inoltre presente come il palazzo svolga la funzione di collegamento tra questa torre e l'altra oggi inglobata nel vicino palazzo Donati. Il palazzo si eleva tuttora con una certa imponenza su mensole di pietra, mostrando due scudi con armi, uno dei Corbizi e l'altro di re Roberto d'Angiò protettore dei Guelfi. |
|          | Borgo Albizi 30r        | Torre dei Pazzi di Valdarno   | Il alto nord della piazza segue la numerazione di Borgo Albizi, pur essendo fisicamente sulla piazza. Il resti di questa torre costituiscono un compatto corpo di fabbrica a lato dell'arco di San Piero. Per quanto presenti uno scudo con l'arme degli Albizi, è indicato come appartenente originariamente alla famiglia ghibellina dei Pazzi di Valdarno. Squadrato dopo la vittoria dei Guelfi, rimaneggiato dagli Albizi e quindi alterato per ragioni di abitabilità aprendo ampie finestre, presenta tuttavia ancora l'aspetto di una torre trecentesca, con qualche rara buca pontaia ai piani superiori caratterizzati dal tipico filaretto in pietra, mentre il piano inferiore propone le consuete bozze squadrate a vista. |
|          | Via San Pier Maggiore 2 | Casa                          | "Verso l'attuale via Verdi sorgeva una volta l'altissimo campanile (della chiesa di San Pier Maggiore), la cui base corrisponde al n. 2 della strada. E nella casa, ricavata dal ceppo del campanile morì, modestamente, Niccolò Lami, uno degli ultimi ministri dell'ultimo granduca". La casa attigua ha un finestrone balaustrato al secondo piano che dà su un pianerottolo scoperto, e che non ha senso nella cortina edilizia, se non quello di essere il resto della cantoria affacciato sul presbiterio della vecchia chiesa. |

### Lapidi
Sul basso edificio che affianca la torre di Corso Donati dal lato della piazza è un bando dei Capitani di Parte del 1639, già trascritto da Francesco Bigazzi, che ingiunge "che nessuno ortolano o altri possa star a vendere robbe di sorte alcuna su la piazza di S. Pier Maggiore cominciando dal luogo dove sarà affissa la presente proibizione". È un riferimento al mercato che si teneva in via Matteo Palmieri e adiacenze, come testimoniano ancora le lapidi di "confine di mercato" in vari angoli di questa zona. È curioso che la piazza oggi sia uno dei pochi luoghi del centro in cui il Comune ha autorizzato oggi la presenza fissa di una bancarella di ortolano, nei pressi dell'arco di San Pierino.
| LI MTI:ILLRI:SSRI:CAPITANI DI PARTE DELLA CITTA DI FIRENZE PER ORNAMENTO DELLA CITTA E REVERENA DEL CVLTO DIVINO PROIBISCONO CHE NES SVNO ORTOLANO, O ALTRI POSSA STAR A VENDERE ROBBE DI SORTE ALCVNA SV LA PIAZZA DI · S · PIER MAGGRE · COMINCIANDO DAL LVOGO DOVE SARA AFFISSA LA PRESENTE PROIBIZIONE SOTTO PENA D'VNO SCVDO, E DELLA CATTVRA, E TUTO: DATOSI NELLA PARTE A DI XX DI GIUGNO MDCXXXIX · |

La trascrizione completa è: «Li molto illustri signori Capitani di Parte della città di Firenze per ornamento della città e reverenza del culto divino (con riferimento alla vicina chiesa di San Pier Maggiore) proibiscono che nessun ortolano o altri [venditori ambulanti] possa[no] stare a vendere robe di sorte alcuna sulla piazza di San Pier Maggiore cominciando dal luogo dove sarà affissa la presente proibizione, sotto pena d'uno scudo e della cattura e tutto datosi nella parte a dì 20 di giugno 1634».

### Tabernacoli

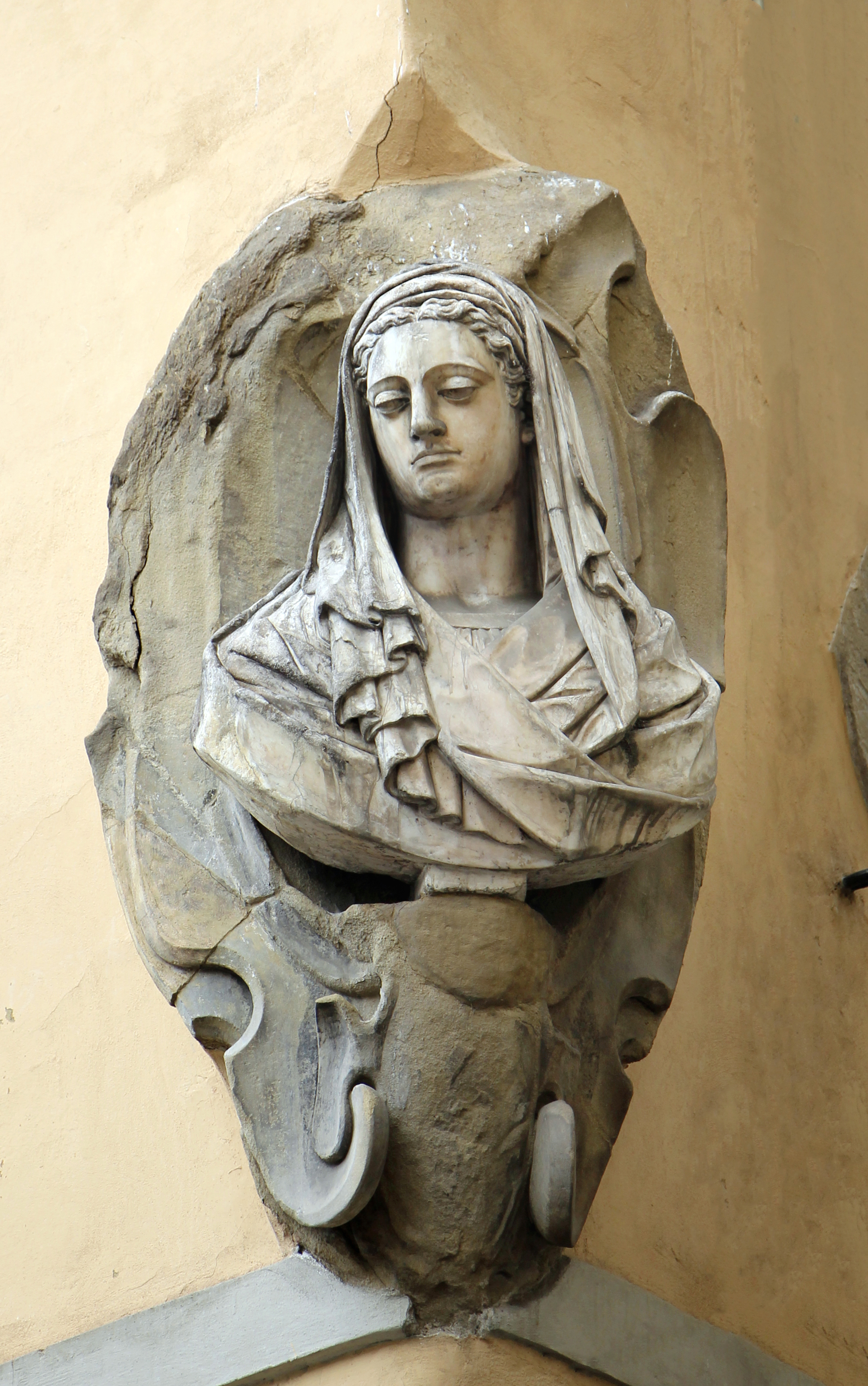
La Madonna del 1596

Sull'angolo della casa dei Corbizi con borgo Albizi 21r-23r è un busto in marmo raffigurante la Vergine, con l'iscrizione "Alessandro di Filippo Nanini faciebat 1596", già trascritta da Francesco Bigazzi, pur equivocando la data come "1696" (e come lui tutta la letteratura successiva). Sulla base della testimonianza di Filippo Baldinucci, che l'immagine un tempo dovette essere oggetto di particolare attenzione, tanto da essere arricchita da due angeli dipinti a fresco da Bartolomeo Fontebuoni, oggi non più esistenti.

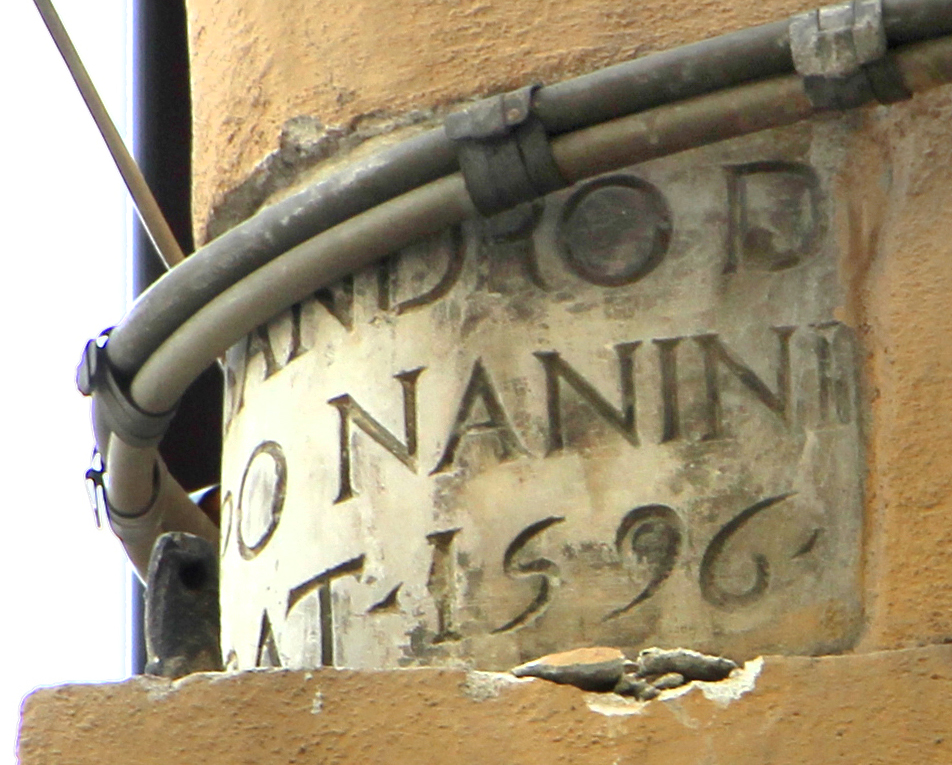
La data alla base del busto

### Strade collegate

#### Via San Pier Maggiore
Strettamente collegata alla piazza è anche la via di San Pier Maggiore, che la collega via Giuseppe Verdi. Il loggiato antistante l'antica facciata della chiesa fa da quinta a civili abitazioni sorte all'interno del perimetro dell'edificio religioso e in parte allineate proprio lungo via di San Pier Maggiore, aperta dopo le distruzioni in corrispondenza della navata centrale della chiesa.

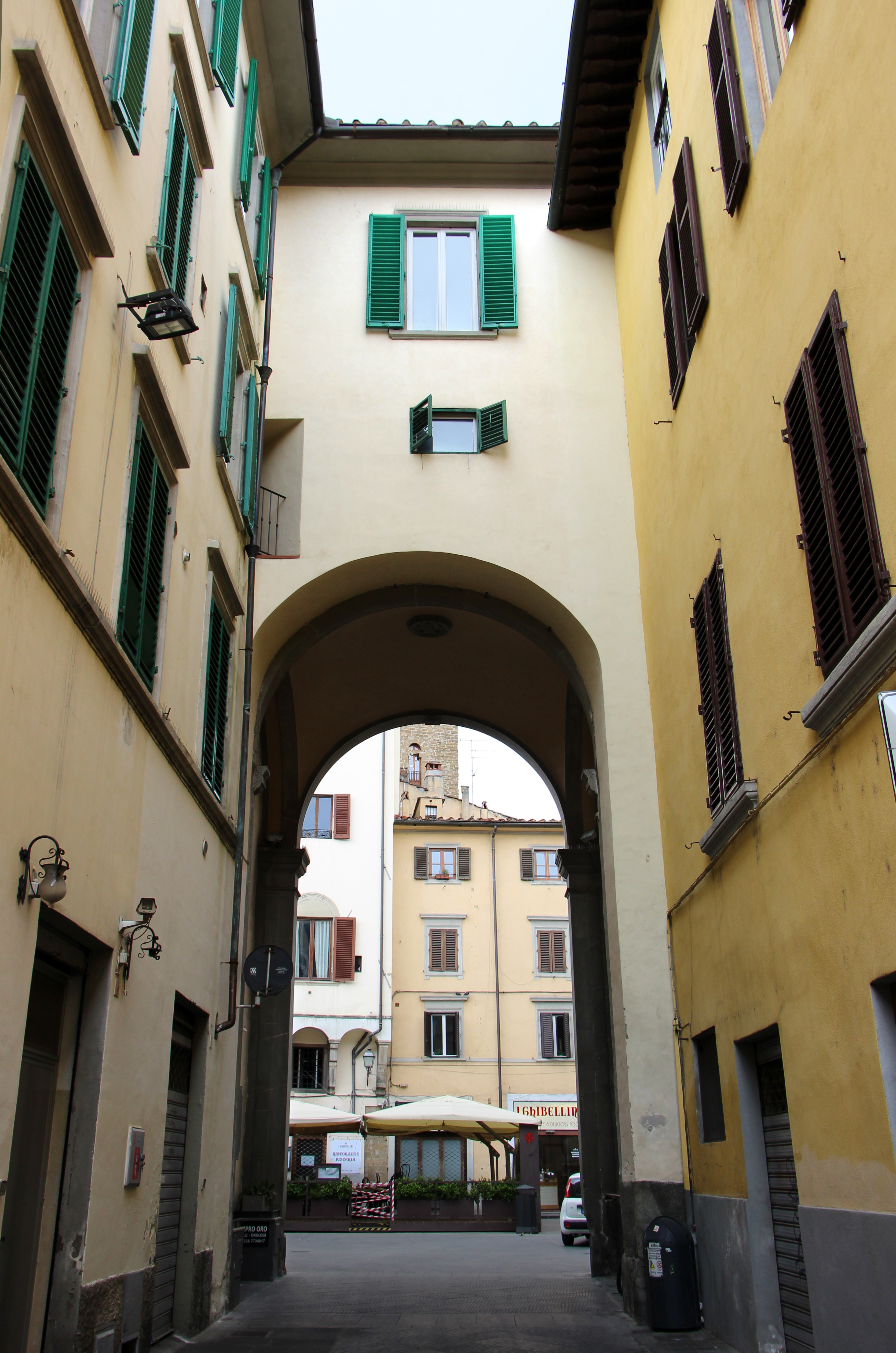
Via San Pier Maggiore
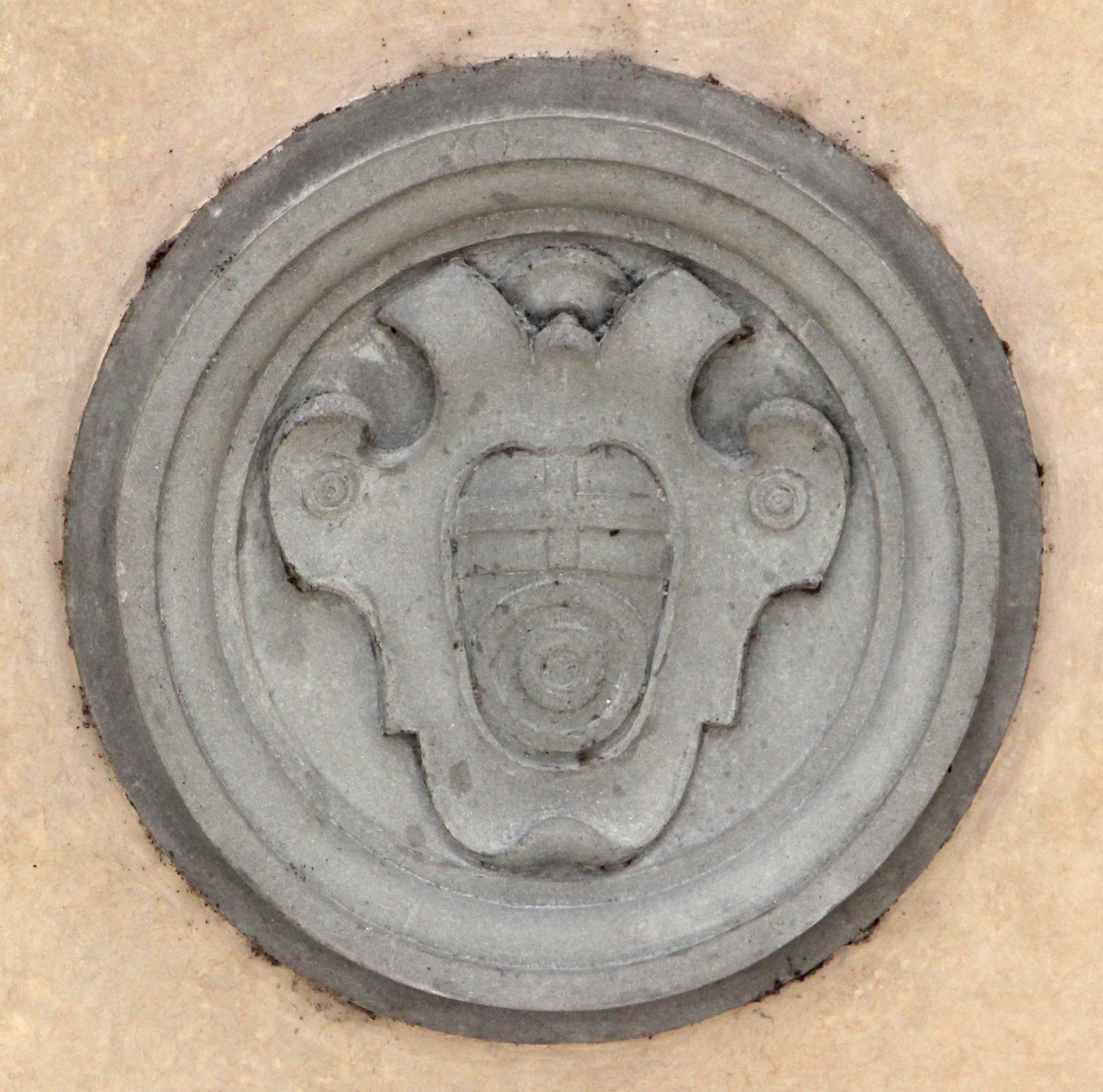
Stemma Albizi al centro della volta del loggiato

#### Via delle Badesse

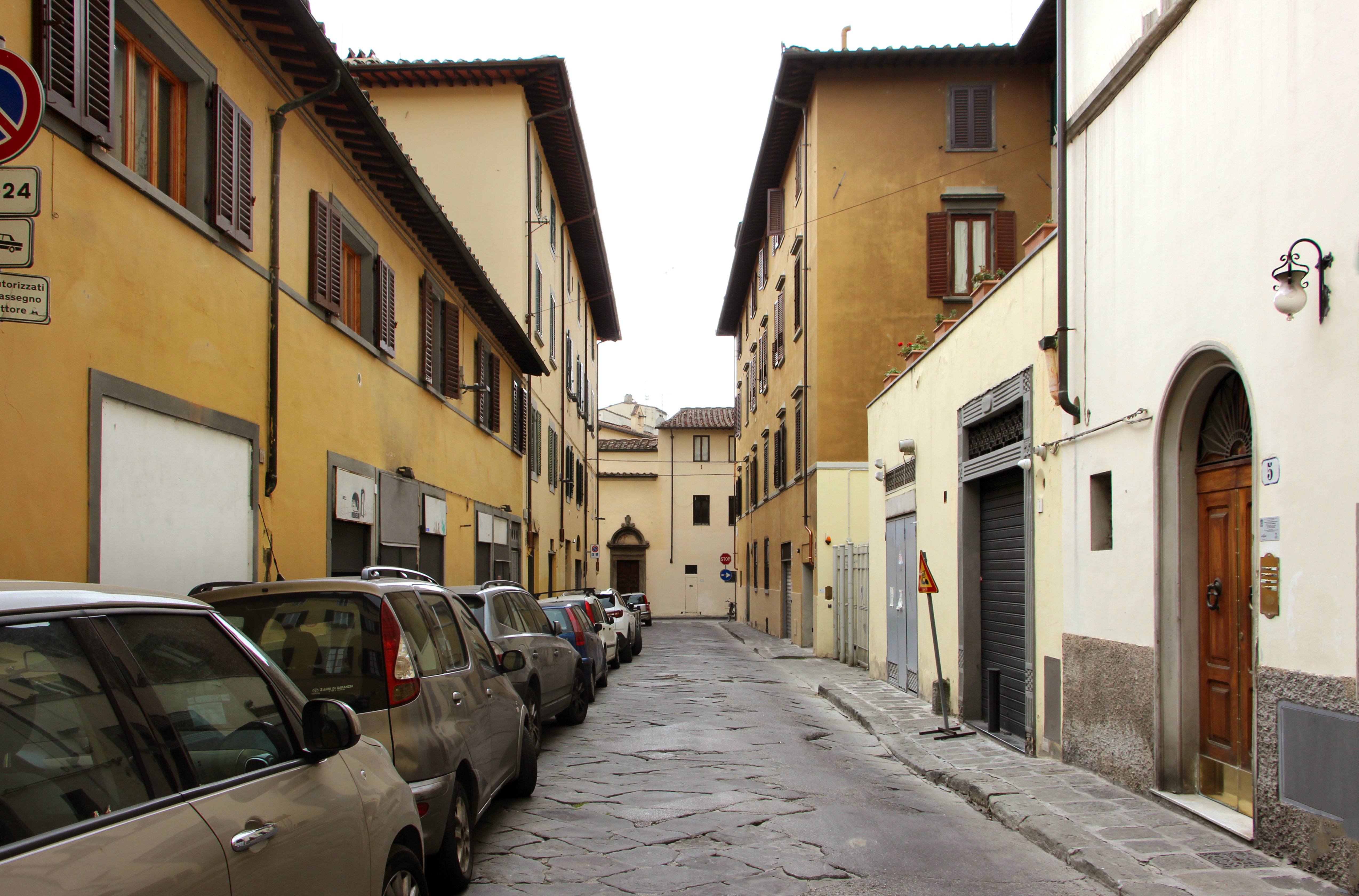
Via delle Badesse

Analogamente a via San Pier Maggiore, via delle Badesse è caratterizzata dall'edilizia popolare nata a fine Settecento sulle vestigia del monastero benedettino. Via delle Badesse, che prende il nome dalle badesse del monastero che per il loro prestigio e importanza venivano dette le "spose del vescovo". Quando un nuovo vescovo prendeva infatti possesso dell'arcidiocesi veniva fatta una particolare cerimonia, che aveva come protagonista la badessa di San Pier Maggiore e alcuni membri delle più importanti famiglie residenti in questa zona. Il vescovo entrava in città dalla parte di San Pier Maggiore, accompagnato dai componenti della famiglia Del Bianco come palafrenieri (e poi, dopo la loro estinzione, dei Pazzi). Arrivati davanti alla chiesa si accomodava su un trono accanto a un altro dove stava seduta la badessa del monastero. Il membro maggiore della famiglia Albizi reggeva allora la mano della badessa dove il vescovo infilava un anello, come simbolo della sua unione con la Chiesa fiorentina. Seguiva un banchetto e una processione del vescovo verso il duomo e il palazzo arcivescovile, dove nel frattempo la badessa aveva fatto arrivare con un'altra processione un letto simbolico parato di damasco rosso.
La strada fu ricavata attraverso il chiostro del monastero (come si vede nella pianta del Buonsignori) e conduce da via San Pier Maggiore a via dei Pandolfini, in corrispondenza del portale dell'oratorio di San Niccolò del Ceppo.